# Faeries’ Landing
Faeries’ Landing (kor. 선녀 강림 Seonnyeo Ganglim) ist eine Manhwa-Serie von You Hyun. Der koreanische Originaltitel referenziert das koreanische Wort für Weiblicher Engel.

## Handlung
Der 18-jährige Ryang Jegal lebt ein ganz normales Leben. Jedoch ändert sich alles, als er einen Waldgeist mit dem Namen Goodfellow rettet. Goodfellow bietet ihm die Möglichkeit, etwas ganz Spezielles zu beobachten. Da Ryang nichts Besseres vorhat, akzeptiert er die Abmachung. Als große Überraschung zeigt ihm Goodfellow ein Feenbad, in dem drei wunderschöne Feen ein Bad nehmen. Jedoch werden Ryang und Goodfellow entdeckt, dabei geschieht ein Missgeschick und Ryang zerreißt das Flügelgewand einer Fee. Aus diesem Grund können nur die Feen Thea und Sina zurück nach Avalon, der Heimat der Feen. Die dritte Fee Fanta muss in der Welt der Menschen bleiben. Aus diesem Grund bittet sie Ryang, da sie nicht zurück nach Hause kann, ob er ihr Obdach gewähren würde, solange bis ihr Flügelgewand wieder zusammengewachsen ist. Auch wenn Fanta nicht zurück nach Hause kann, ist sie mehr als glücklich, bei Ryang auf der Erde bleiben zu können.
Zuerst sieht es auch so aus, als würde alles gut werden. Jedoch taucht eines Tages Fantas Rivalin, die Fee Medea, auf. Sie ist ebenso wie Fanta eine Anwärterin auf den Thron und die damit verbundene Zuneigung des Königs. Medea belegt Ryang mit einem Fluch. Sobald nun ein Mädchen, welches bereits in jemanden verliebt ist, direkt in Ryangs Augen sieht, nimmt eine unheilvolle Affäre ihren Lauf. Ryang ist nun dazu verdammt, 108 verfluchte Affären zu erleben, ohne zu bestimmen, welche Frau es sein wird.
Da Fanta die Fähigkeit besitzt, Karma zu tilgen, ist sie die einzige, welche diese Affären bereinigen kann. So bleibt Ryang keine andere Wahl, als Fanta in seinem Leben willkommen zu heißen.

## Veröffentlichungen
Faeries' Landing erschien 1998 in Korea beim Daiwon C.I. Verlag unter dem Titel Seonnyeo Ganglim und besteht aktuell aus 19 Bänden. In Deutschland wurde der Manwha 2007 im Tokyopop-Verlag veröffentlicht. Aktuell sind zehn Bände erhältlich. Das Werk wurde auch ins Englische und Französische übersetzt.